# Aneurismorràfia
En cirurgia vascular l'aneurismorràfia (De aneurisma, i raphé, sutura) fa referència a la sutura del sac d'un aneurisma per procediments mèdics diversos.
Aquest tipus d'intervenció quirúrgica també és nomenada endoaneurismorràfia o operació de Matas. el mètode es realitza per via endovascular.

## La intervenció de Matas
el 30 de març de 1888, a Nova Orleans, el doctor Rodolfo Matas practica a un home de 28 anys de raça negra, que presentava un important aneurisma de l'artèria humeral, la primera intervenció d'Aneurismorràfia restauradora. Aquesta intervenció és tinguda com a punt d'inici de la moderna cirurgia vascular
L'any 1911 el Dr.Puig Sureda practica per primera vegada a l'estat Espanyol la intervenció amb èxit i publica curació d'un aneurisma de la femoral al nivell de l'arc crural per sutura de l'artèria"

## Tipus
- Aneurismorràfia obliterant. Operació practicada en el cas d'aneurisma fusiforme i que consisteix, després de l'obertura del sac, a la sutura dels orificis vasculars i l'obliteració del sac amb punts de matalasser.
- Aneurismorràfia restauradora. Operació practicada en el cas d'aneurisma sacciforme i que consisteix a tancar l'orifici de comunicació i obliterar el sac.
- Aneurismorràfia reconstructiva. Operació practicada en els casos d'aneurisma fusiforme i que consisteix a ressecar una part del sac i reconstruir la paret arterial amb la porció restant del sac.